# Josef Pürer
Josef Pürer (Brünn, 1894. október 20. – Schönau an der Triesting, 1918. augusztus 31.) az Osztrák–Magyar Monarchia 6 igazolt és 1 igazolatlan légi győzelmet elérő pilótáinak egyike volt az első világháborúban.

## Élete
Josef Pürer 1894. október 20-án született Brünnben, osztrák családban. Szülei bejelentett lakhelye az alsó-ausztriai Bad Schönauban volt. Pürer 1913-ban kezdte szolgálatát a Monarchia haderejében, mint a 2. tábori tarackos ezred zászlósa. A világháború kitörésekor az orosz frontra került. 1916. január 1-én tartalékos hadnaggyá léptették elő, júliusban pedig légi megfigyelőtiszti tanfolyamra jelentkezett. 1916. november 3-án az olasz frontra, a Haidenschaftban állomásozó 19. repülőszázadhoz irányították. Hamarosan megszerezte első győzelmeit: november 18-án San Marcónál lelőtt egy Voisin felderítőt, december 28-án pedig századparancsnokával, Adolf Heyrowskyval együtt egy újabb Voisint. 1917. február 28-án Hansa-Brandenburg C.I-es felderítőgépével egy olasz Farmant kényszerített földre. Április 17-én ismét Heyrowsky társaságában Gorizia térségében győzedelmeskedett egy Nieuport vadászgép fölött. 1917. június 3-án egy újabb Nieuport lelövésével megszerezte az ászpilótai státuszhoz szükséges ötödik légi győzelmet. Június 19-én Pürer és Fejes István pilóta két olasz Nieuport megsemmisítését jelentette, de ebből csak az egyiket ismerték el hivatalosan.
1917. augusztus 17-én átirányították a román frontra, a 29. repülőszázadhoz. Nem sokkal érkezése után megbetegedett és sokáig kórházban ápolták, majd felgyógyulása után visszaküldték az Isonzóhoz, az 57. távolfelderítő-századhoz. 1918 elején pilóta-, majd vadászpilóta-tanfolyamot végzett, igazolványát júliusban vehette kézhez. Ezután a 3. vadászrepülő-századhoz került Romagnanóba.
1918. augusztus 31-én hat Albatros D.III vadászból álló csapat tagjaként járőrözött, amikor két társa leszakadt, hogy megtámadjanak egy magányos brit felderítőt. Eközben azonban egy angol vadászkötelék rájuk támadt és a brit Sidney Cottle (13. légi győzelem) kilőtte Pürer repülőgépét, amely olasz területen egy hegyoldalba csapódott. 

## Kitüntetései
- Katonai Érdemkereszt III. osztály hadidíszítménnyel és kardokkal (kétszer)
- Bronz Katonai Érdemérem hadiszalagon, kardokkal
- Károly-csapatkereszt

## Győzelmei
| Sorszám | Dátum              | Egység           | Repülőgép             | Ellenfél       |
| ------- | ------------------ | ---------------- | --------------------- | -------------- |
| 1       | 1916. november 18. | 19. repülőszázad | Hansa-Brandenburg C.I | Voisin         |
| 2       | 1916. december 28. | 19. repülőszázad | Hansa-Brandenburg C.I | Voisin         |
| 3       | 1917. február 28.  | 19. repülőszázad | Hansa-Brandenburg C.I | Farman         |
| 4       | 1917. április 17.  | 19. repülőszázad | Hansa-Brandenburg C.I | Nieuport Scout |
| 5       | 1917. június 3.    | 19. repülőszázad | Hansa-Brandenburg C.I | Nieuport Scout |
| 6       | 1917. június 19.   | 19. repülőszázad | Hansa-Brandenburg C.I | Nieuport Scout |